# Geoffroyus
Geoffroyus là một chi chim trong họ Psittacidae.

## Hình ảnh

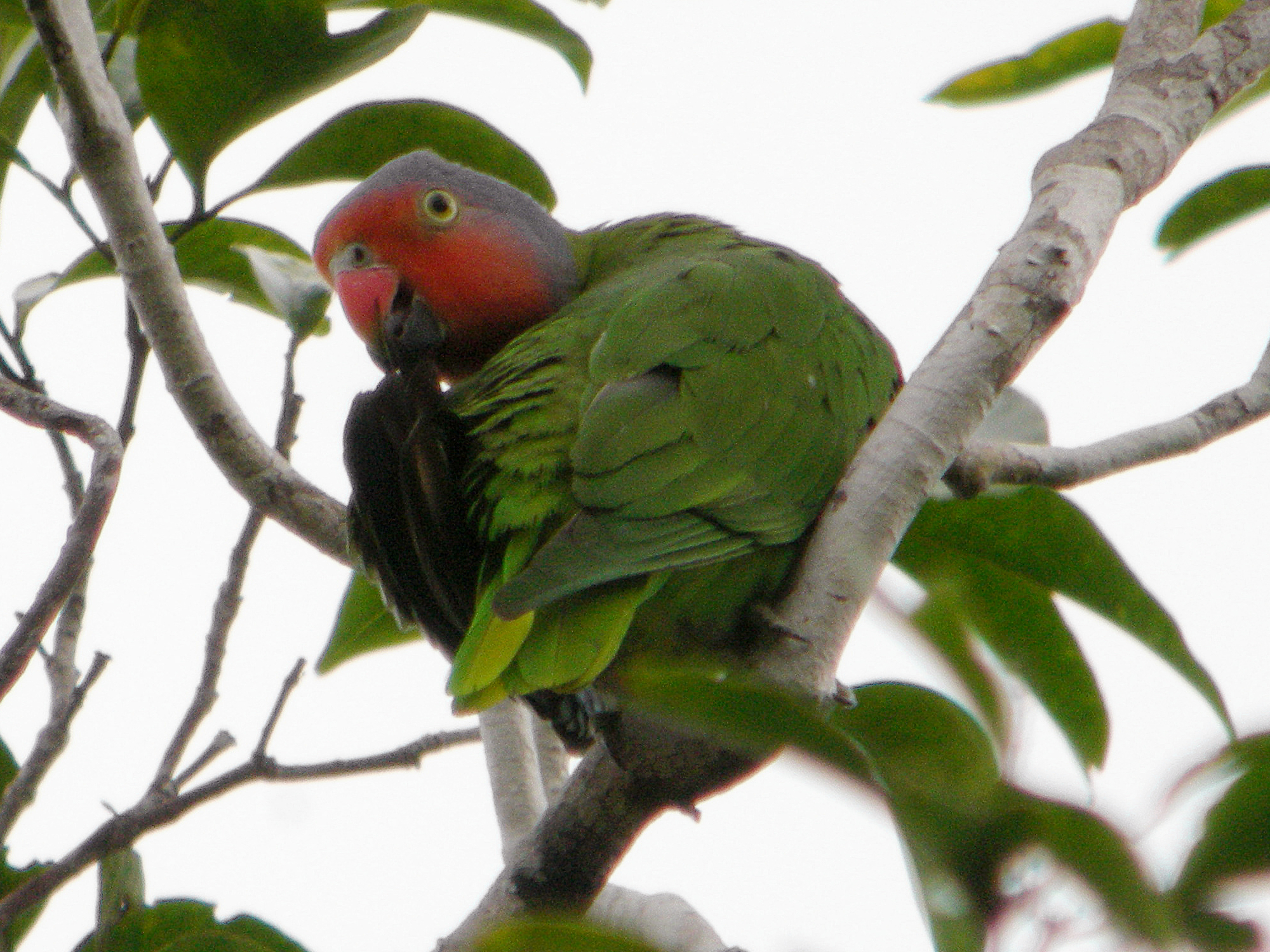
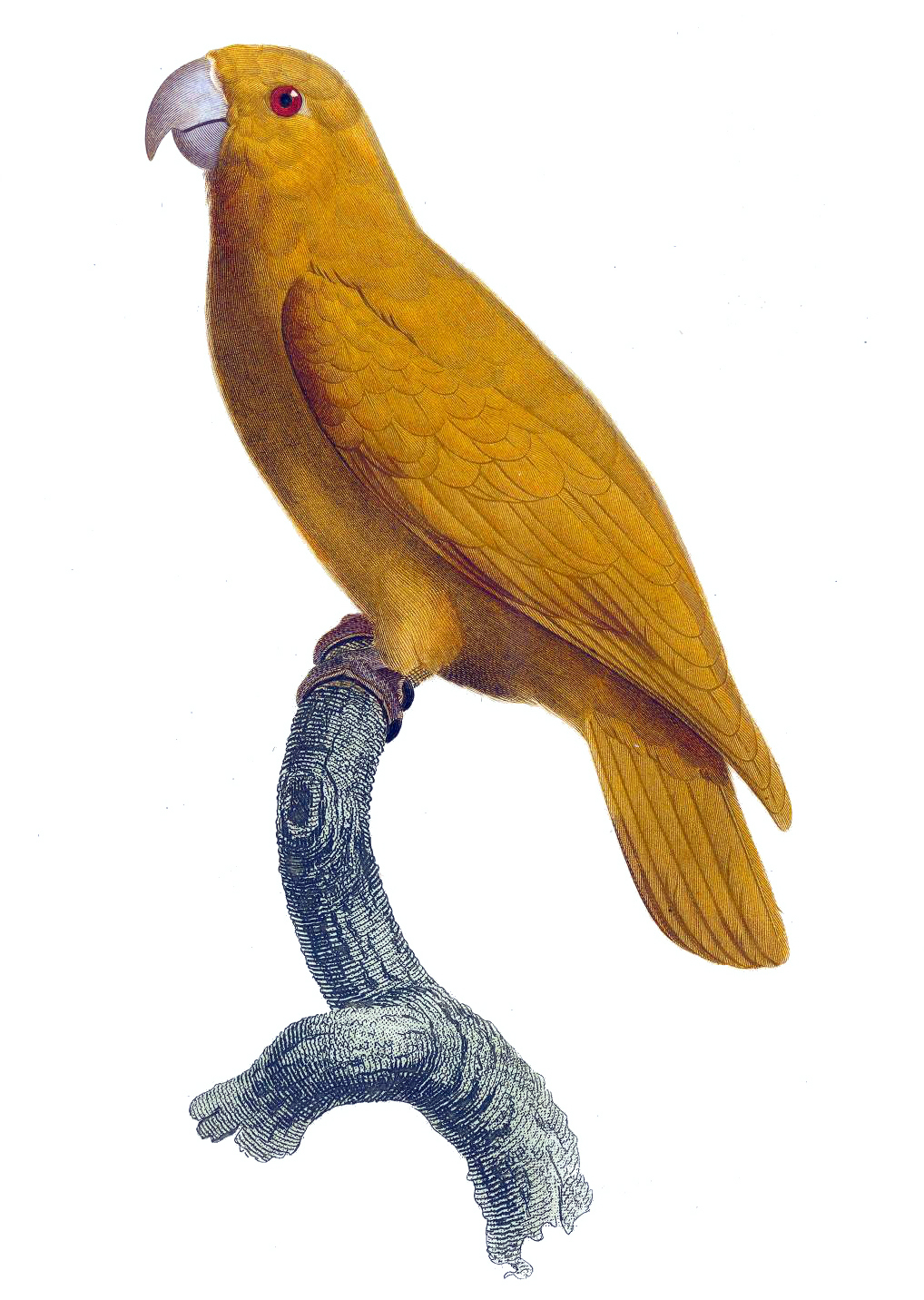